# Saint-André-de-Kamouraska
Saint-André-de-Kamouraska är en kommun i provinsen Québec i Kanada. Den ligger i regionen Bas-Saint-Laurent, i den östra delen av landet, 500 km nordost om huvudstaden Ottawa. Kommunen Saint-André bildades 1987 genom sammanslagning av socknen med samma namn och bykommunen Andréville, och bytte namn 2020.